# Сардис (Кентаки)
Сардис (енгл. Sardis) град је у америчкој савезној држави Кентаки.

## Демографија
По попису из 2010. године број становника је 103, што је 46 (-30,9%) становника мање него 2000. године.
| Група             | 2000.       | 2010.      |
| Белци             | 148 (99,3%) | 96 (93,2%) |
| Афроамериканци    | 0 (0,0%)    | 1 (1,0%)   |
| Азијати           | 0 (0,0%)    | 1 (1,0%)   |
| Хиспаноамериканци | 0 (0,0%)    | 5 (4,9%)   |
| Укупно            | 149         | 103        |